# کروک (بتلیس)
کروک (به ترکی استانبولی: Koruk) یک منطقهٔ مسکونی در ترکیه است که در بیتلیس واقع شده‌است. کروک ۲۰۴ نفر جمعیت دارد.